# Виборчий округ 31
Виборчий округ 31 — виборчий округ в Дніпропетровській області. В сучасному вигляді був утворений 28 квітня 2012 постановою ЦВК №82 (до цього моменту існувала інша система виборчих округів). Окружна виборча комісія цього округу розташовується в будівлі виконавчого комітету Покровської районної в місті Кривий Ріг ради за адресою м. Кривий, вул. Шурупова, 2.
До складу округу входять Покровський район та частина Тернівського району (окрім мікрорайону Мирівське) міста Кривий Ріг. Виборчий округ 31 межує з округом 32 на півдні та з округом 37 з усіх інших сторін. Виборчий округ №31 складається з виборчих дільниць під номерами 121554-121610, 121694-121728, 121730-121733 та 121780.

## Народні депутати від округу
| Ім'я                            | Фото | Партія          | Скликання | Дата набуття повноважень | Дата припинення повноважень |
| ------------------------------- | ---- | --------------- | --------- | ------------------------ | --------------------------- |
| Павлов Костянтин Юрійович       |      | Партія регіонів | 7-ме      | 12 грудня 2012           | 27 листопада 2014           |
| Павлов Костянтин Юрійович       |      | самовисуванець  | 8-ме      | 27 листопада 2014        | 29 серпня 2019              |
| Захарченко Володимир Васильович |      | Слуга народу    | 9-те      | 29 серпня 2019           |                             |

## Результати виборів

### Парламентські

#### 2019
Кандидати-мажоритарники:
- Захарченко Володимир Васильович (Слуга народу)
- Павлов Костянтин Юрійович (самовисування)
- Коваль Алла Володимирівна (Європейська Солідарність)
- Немченко Андрій Миколайович (Сила людей)
- Івахно Анатолій Юрійович (самовисування)
- Карий Михайло Олександрович (Батьківщина)
- Долуденко Микола Миколайович (Сила і честь)
- Відренков Юрій Сергійович (самовисування)
- Чернов Дмитро Анатолійович (самовисування)
- Якушевич Вадим Володимирович (самовисування)
- Рзаєв Рамзі Абдулахад огли (самовисування)
- Дудін Віталій Миколайович (самовисування)
- Загородня Світлана Іванівна (самовисування)
- Кісельова Тетяна Ігорівна (самовисування)
- Олійник Вадим Васильович (самовисування)
- Наумчук Ярослав Володимирович (самовисування)

#### 2014
Кандидати-мажоритарники:
- Павлов Костянтин Юрійович (самовисування)
- Олійник Віталій Миколайович (Блок Петра Порошенка)
- Караманіц Костянтин Федорович (самовисування)
- Балабат Любов Миколаївна (Радикальна партія)
- Габріадзе Мерабі Рубенович (Батьківщина)
- Вовк Юрій Маріянович (самовисування)
- Штефан Владислав Олександрович (самовисування)
- Штанько Сергій Миколайович (самовисування)
- Шолошенко Віталій Вікторович (Блок лівих сил України)
- Смирний Євген Володимирович (самовисування)
- Пирогов Дмитро Володимирович (самовисування)

#### 2012
Кандидати-мажоритарники:
- Павлов Костянтин Юрійович (Партія регіонів)
- Вернигор Віра Петрівна (Батьківщина)
- Литвиненко Павло Леонідович (Комуністична партія України)
- Гончар Володимир Михайлович (УДАР)
- Качанов Ігор Вікторович (самовисування)

## Явка
Явка виборців на окрузі: